# Gonzalo Martín de Trujillo
Gonzalo Martín de Trujillo, (Trujillo, España, ?-Isla Gorgona, frente a la costa pacífica de la actual Colombia, 1527) conquistador español. Participó en el descubrimiento del Perú y fue uno de los Trece de la Fama, es decir, uno de los trece soldados españoles que no quisieron abandonar a Francisco Pizarro en la isla del Gallo.

## Biografía
Hijo de Juan de Lozoya y Teresa Sánchez, labradores y vecinos de Trujillo. Pasó a Indias con licencia de contratación fechada del 13 de agosto de 1515, según consta en el Catálogo de Pasajeros a Indias durante los siglos XVI, XVII y XVIII, de Cristóbal Bermúdez Plata (1940). No sabemos nada sobre sus actividades en América, hasta el año 1526, cuando se embarcó en el segundo viaje de Francisco Pizarro, que desde Panamá partió para explorar el entonces llamado Mar del Sur, en busca del fabuloso Imperio de los incas. Estuvo en la Isla del Gallo, cuando el caballero Juan Tafur, por orden del gobernador de Panamá, vino para recoger a los expedicionarios, atendiendo una carta de uno de ellos que se quejaba de las penalidades que demandaba la empresa descubridora. Solo trece soldados se negaron a abandonar a Pizarro, siendo desde entonces conocidos como los Trece de la Fama (1527). Todo el grupo, en busca de un ambiente más favorable, se trasladó a la vecina isla Gorgona, donde tres de ellos se enfermaron, entre los que estaba Martín de Trujillo. Pizarro, preocupado por el bienestar de sus hombres, salía personalmente en canoa para traerles pescado fresco o bien se internaba en la selva para cazar salvajinas. Cuando llegó la nave pilotada por Bartolomé Ruiz en rescate de los aventureros, Pizarro decidió continuar su exploración costera hacia el sur, dejando en la Gorgona a los tres enfermos, bajo el cuidado de unos indios e indias de servicio. Cuando, algún tiempo después, Pizarro regresó a la isla para recoger a los enfermos, se enteró de que Martín de Trujillo había fallecido. Ello explica que no se lo mencione en la lista de los beneficiados de la Capitulación de Toledo, ocupando su lugar el piloto Bartolomé Ruiz. 

## Controversia sobre su identidad
Las crónicas hispanas lo mencionan vagamente o bien lo confunden con otro personaje; en el peor de los casos ni lo mencionan. Un cronista temprano como Pedro Cieza de León, refiriéndose a los sucesos de la isla Gorgona, dice que Pizarro halló muerto a «uno que llamaban Trujillo» (Tercera parte de la Crónica del Perú). Agustín de Zárate, en su Historia del descubrimiento y conquista del Perú (1555), lo llama Alonso de Trujillo. El Inca Garcilaso de la Vega, en su Historia General del Perú (1617) lo identifica erróneamente con Diego de Trujillo, el soldado y cronista que llegó al Perú en 1530, es decir, en año posterior al episodio de la isla del Gallo. Un escritor más posterior, el padre Antonio de la Calancha, lo nombra como Diego Alonso de Trujillo, tratando, al parecer, de conciliar a Zárate y Garcilaso. Un autor moderno, Carlos A. Romero (1944), lo identifica con Martín Alonso de Trujillo, uno de los soldados españoles que participaron en la captura de Atahualpa, lo cual también es erróneo, pues este personaje pasó a América en fecha posterior (exactamente, en 1530). En lo que si coinciden todas estas fuentes es que se apellidaba Trujillo. Gracias a las investigaciones del historiador José Antonio del Busto se ha determinado finalmente la identidad y el verdadero nombre del “Trujillo” de la Fama: Gonzalo Martín de Trujillo, hijo de unos labradores de la ciudad de Trujillo, y por ende, paisano de los Pizarro (aclarando que Martín es apellido y no un segundo nombre).